# Sulho Ranta

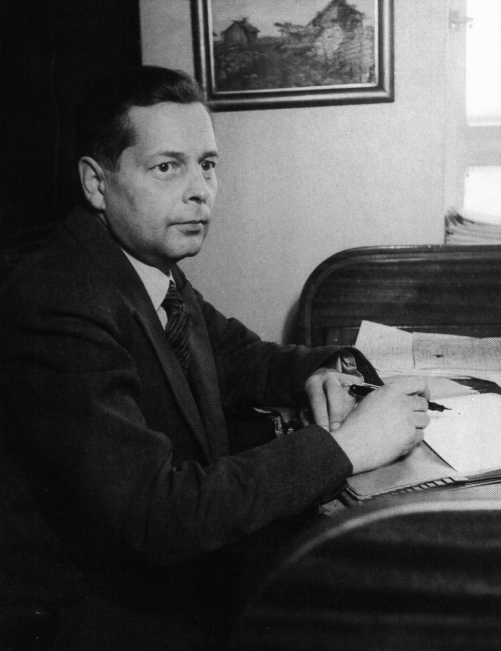
Sulho Ranta vid skrivbordet.

Sulho Veikko Juhani Ranta, född den 15 augusti 1901 i Peräseinäjoki, Finland, död den 5 maj 1960 i Helsingfors, var en finländsk kompositör, dirigent och musikhistoriker.

## Biografi
Ranta studerade vid Sibelius-Akademin 1921-24 och vid universitetet i Helsingfors, där han blev fil. mag. 1927. Han studerade även i Berlin, Wien, Italien och Paris.
Efter verksamhet som kapellmästare, körledare och pedagog i olika städer anställdes Ranta 1934 som lärare i musikhistoria och kontrapunkt vid Sibelius-Akademin vars prorektor han blev 1937.
Som tonsättare har Ranta framträtt med orkesterverk (bl. a. tre symfonier), kammarmusikverk, teatermusik, kantater, solo- och körsånger. Han skrev bl. a. musiken till baletten Körsbärsblommornas fest.
Ur hans omfattande litterära produktion kan nämnas en harmonilära, musikessäer, biografiska arbeten och musikhistoriska verk.